# Steve Furtado
Steve Furtado (Creil, Francia, 22 de noviembre de 1994) es un futbolista caboverdiano que juega de defensa en el F. C. Farul Constanța de la Liga I.

## Trayectoria
Formado en las categorías inferiores del AS Bondy, en 2010 recaló en la cantera del Rennes, equipo en el que dio las primeras muestras de su fuerza, calidad y capacidad de recorrido por el carril diestro. En la temporada 2012-13 debutó con el filial del Rennes, disputando 24 partidos y anotando tres goles en dos temporadas para, en verano de 2014, fichar por el Caen con el que jugó 9 encuentros en su segundo equipo.
En 2016 fichó por el Creteil, con el que participó en 23 partidos de Liga a gran nivel, por lo que llamó la atención de equipos de superior categoría. Por ello, al verano siguiente le contrató el U. S. Orléans, y, aunque en un principio iba a jugar con su equipo filial, acabó asentándose en el primer equipo y disputando 21 partidos de Ligue 2 y uno de Copa de Francia. En la temporada 2018-19 disputó 15 partidos entre Liga y Copa.
En junio de 2019 llegó a España para reforzar al Albacete Balompié. Sin embargo, tras realizar la pretemporada con el equipo, el cuerpo técnico decidió prescindir de él. Después de un año allí, se marchó al fútbol búlgaro y en octubre firmó por el P. F. C. Beroe Stara Zagora, donde estuvo dos temporadas antes de recalar en el F. C. CSKA 1948 Sofia.
El 18 de julio de 2025, tras cinco años en Bulgaria, fichó por el F. C. Farul Constanța rumano.